# Baudouin Prot
Pour les articles homonymes, voir Prot.
Baudouin Prot, né le 24 mai 1951 à Paris, est un dirigeant de banque et haut fonctionnaire français.
Il occupe de décembre 2011 à décembre 2014 le poste de président du groupe BNP Paribas, groupe dans lequel il était entré en 1983.
Sous sa conduite, BNP Paribas acquiert en 2006 Banca Nazionale del Lavoro, sixième banque italienne, puis Fortis Banque, première banque belge, en 2009.

## Biographie

### Famille
Baudouin Félix Daniel Claude Prot est né le 24 mai 1951 dans le 17e arrondissement de Paris du mariage d'André Prot, directeur de sociétés, et de Marguerite Le Febvre.
Le 29 juin 1981, il épouse Viviane Abel. De ce mariage, naissent deux enfants, dont Alexandre Prot, fondateur de Qonto, qui devient après une levée de fonds de 486 millions d'euros en janvier 2022 la licorne la plus valorisée de France avec une valorisation estimée à 4,4 milliards d'euros.
Le quotidien Les Échos écrit le 17 mars 2004 au sujet de Baudouin Prot : « Avant lui, l'affaire de la famille Prot, ce furent les capiteux parfums Lubin qui affolèrent le XIXe siècle avec leurs noms de revues des Folies Bergère. ».

### Formation
Après des études à l'Iinstitution Sainte-Croix de Neuilly puis au lycée Saint-Louis-de-Gonzague à Paris, il est diplômé en 1972 de l'École des hautes études commerciales de Paris (HEC Paris).
Il est ancien élève de l'École nationale d'administration (ENA) dans la promotion Guernica (1974-1976).

### Carrière professionnelle
Baudouin Prot commence sa carrière dans la fonction publique. Il rejoint l'Inspection générale des finances, où il passe quatre ans (1976-1980). Il est ensuite chargé de mission (1980-1982) puis en 1983 adjoint du directeur général de l'Énergie et des Matières premières au ministère de l'Industrie.
Baudouin Prot intègre la Banque nationale de Paris (BNP) en 1983 où il est directeur adjoint de la partie Intercontinentale, avant de prendre la direction du département Europe en 1985. Il rejoint la direction centrale des Réseaux métropolitains en 1987. En 1989, il est nommé directeur central puis en 1992 directeur du réseau France directeur général. En septembre 1996, il est nommé directeur général de la BNP. Il est administrateur et directeur général de 2000 à 2011.
En décembre 2011, Baudouin Prot succède à Michel Pébereau comme président de la banque.
Sous sa conduite, BNP Paribas a réalisé un bénéfice net supérieur à trois milliards d'euros en 2008 (au plus fort de la crise). BNP Paribas est ainsi l'une des rares banques mondiales à n'avoir enregistré aucun exercice déficitaire pendant la crise. Il est jugé « patron le plus performant » par le magazine Challenges, le 13 décembre 2012.
De septembre 2009 à septembre 2010, Baudouin Prot a également été président de la Fédération bancaire française.
Parallèlement à ses fonctions chez BNP Paribas, il est administrateur du groupe PPR (devenu Kering en 2013), de Veolia Environnement et représentant de la banque au conseil de surveillance d'Accor. Il est membre de l'Institut de la finance internationale.
Le 1er décembre 2014, il met fin à ses fonctions de président et d'administrateur de BNP Paribas. Il est remplacé par Jean Lemierre de la même promotion de l'ENA. Il se voit accorder une retraite chapeau de 500 000 euros par an.
En octobre 2015, il rejoint le Boston Consulting Group en tant que Senior Advisor.

## Publications
Baudoin Prot a participé à la rédaction de plusieurs ouvrages écrits en collaboration, dont :
- Armée-Nation, le Rendez-vous manqué, 1975
- Christian Stoffaës, Jacques Victorri, Nationalisations, Paris, Flammarion, 1977, 434 p. 51 (Jacques Victorri est en fait le pseudonyme de plusieurs auteurs : Jean-Charles Naouri, Baudouin Prot et Michel de Rosen)[12]
- Rapport au président de la République sur l'information économique et sociale, 1979
- Réduire l'impôt, 1985
- Dénationalisation, 1986
- La Jeunesse inégale, 1987
- Le retour du capital, 1990

## Revenus
Baudouin Prot fait partie des dirigeants les mieux payés de France avec 5 964 029 € en 2007, 6 231 852 € en 2008, 1 045 530 € en 2009. Baudouin Prot a cédé le 9 août 20XX[réf. nécessaire] pour 2 846 100 euros d'actions au prix unitaire de 56,922 euros, après avoir exercé des stock-options le 3 août pour un montant de 2 368 500 euros, selon des documents de l'Autorité des marchés financiers. En 2009, Baudouin Prot, comme Michel Pébereau, renonce à ses bonus, en refusant de se faire attribuer des stock-options cette année. En 2011, Baudouin Prot annonce une rémunération fixe de près d’un million d’euros, et plus de 5 millions de bonus.

## Distinctions et décorations
En 1993, il est promu inspecteur général des Finances.
En 2006, il est élu « Financier de l'année » par l'Association nationale des docteurs ès sciences économiques (Andese) à la suite du succès de l'acquisition de BNL,.
En 2007, Baudouin Prot est distingué aux États-Unis par la Foreign Policy Association (en) en recevant le Prix Responsabilité sociale de l'entreprise,.
En 2009, il est de nouveau élu « Financier de l'année » par l'Association nationale des docteurs ès sciences économiques (Andese). Il est par ailleurs élu « Stratège de l'année » par le journal économique La Tribune, notamment grâce au rachat de Fortis Banque.
En 2010, il est élu « Meilleur dirigeant bancaire européen » par la revue Institutional Investors.
- Officier de la Légion d'honneur[20]
- Officier de l'ordre national du Mérite[2].